# Cicinnus sachinius
Cicinnus sachinius is een vlinder uit de familie van de Mimallonidae. De wetenschappelijke naam van de soort is voor het eerst geldig gepubliceerd in 1934 door Schaus.